# Darla K. Anderson
Darla Kay Anderson (Glendale, 3 marzo 1962) è una produttrice cinematografica statunitense.
Supervisiona lo studio di produzione Pixar Animation Studios, del quale ha curato diverse pellicole, tra cui Toy Story 3 - La grande fuga, A Bug's Life - Megaminimondo e Monsters & Co..

## Biografia
Dopo aver frequentanto l'università di San Diego, divenne la produttrice esecutiva di una divisione degli Angel Studios. Iniziò a lavorare alla Pixar nel 1993. Prima di diventare produttrice, le venne assegnato il compito di produttrice esecutiva del reparto degli spot pubblicitari della Pixar.
Lavorando come produttrice, Anderson ottenne diversi riconoscimenti, tra cui il Satellite Award e il BAFTA, ed è attualmente nel Guinness dei primati come produttrice con la più alta media di incassi per i film da lei prodotti.
Il personaggio di Darla in Alla ricerca di Nemo è basato su di lei.
Dal 2008 è sposata con Kori Rae, altra importante produttrice cinematografica, e anche lei produttrice di alcune produzioni dei Pixar Animation Studios.

## Filmografia
- A Bug's Life - Megaminimondo (1998)
- Monsters & Co. (2001)
- Cars - Motori ruggenti (2006)
- Carl Attrezzi e la luce fantasma (2006)
- Toy Story 3 - La grande fuga (2010)
- Coco (2017)